# (2579) Спартак
(2579) Спартак (лат. Spartacus) — астероид из группы главного пояса. Был открыт 14 августа 1977 года советским астрономом Николаем Черных в Крымской обсерватории и назван в честь Спартака, римского раба-гладиатора возглавившего восстание рабов в период 74 до н. э. — 71 до н. э..

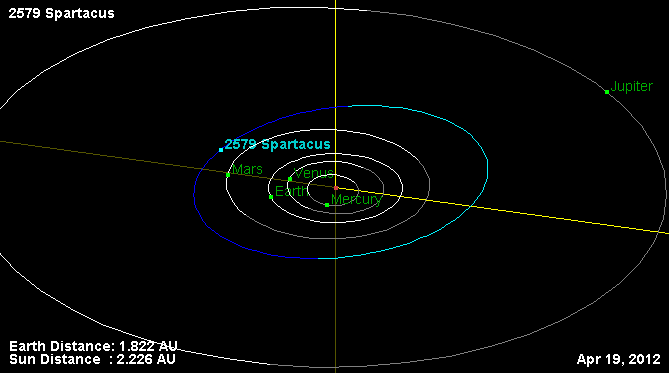
Орбита астероида Спартак и его положение в Солнечной системе